# Instituto Nacional de Estadística y de Estudios Económicos (Francia)
El Instituto Nacional de Estadística y de Estudios Económicos (en francés: Institut national de la statistique et des études économiques, INSEE) es un organismo del gobierno de Francia dedicado a estudios estadísticos y económicos relacionados con el ámbito francés. Dependiente del Ministerio de Economía, Finanzas e Industria de Francia, tiene su sede en París y es la rama francesa de Eurostat. El INSEE fue creado en 1946 como sucesor del Service National des Statistiques, fundado bajo la Francia de Vichy durante la Segunda Guerra Mundial.

## Funciones
El INSEE es responsable de la producción y análisis de estadísticas oficiales en Francia. Sus principales responsabilidades conocidas incluyen:
- Organización y publicación del censo nacional.
- La producción de diversos índices —que son ampliamente reconocidos por su excelente calidad— incluyendo un índice de inflación utilizado para la determinación de las tasas de los alquileres y los costos asociados con la construcción.
- Eurostat utiliza estadísticas del INSEE en combinación con las de otros organismos nacionales de estadística para compilar estadísticas comparables para la Unión Europea en su conjunto. El Institut es reconocido como la representación de Francia en cuestiones internacionales de estadísticas.

## Historia
El INSEE fue precedido por varias agencias estadísticas relacionadas en Francia. En 1833, el Bureau de la statistique fue creado por Adolphe Thiers. En 1840 pasó a llamarse SGF o Statistiques Generals de France.
Bajo la dirección de Lucien March, el SGF amplió sus actividades. Se inició una investigación sobre los hábitos de consumo en 1907, y posteriormente investigaciones periódicas sobre los precios al por menor en 1911.
En 1920 René Carmille, un pionero en el uso de las calculadoras, sentó las bases de la organización moderna. En 1940, durante la Segunda Guerra Mundial, el Service de la Démographie fue creado en el marco del Ministerio de Hacienda con el fin de sustituir a la oficina de reclutamiento militar prohibida por el Armisticio de junio de 1940 con la Alemania nazi. Para ocultar mejor sus actividades, el Servicie de la Démographie absorbió el SGF el 11 de octubre de 1941. La nueva organización se llamó SNS o Service National des Statistiques. Como parte de esta reorganización, seis nuevas oficinas fueron creadas en la Francia ocupada, zona cuya estructura regional se mantiene aún en el INSEE.
Carmille trabajó para la Francia de Vichy, pero en realidad era un agente doble de la resistencia francesa. Desde su posición en el SNS saboteó el censo nazi de Francia, salvando un número incalculable de personas judías de los campos de exterminio. También utilizó su departamento para ayudar a movilizar la resistencia francesa en Argelia. Fue capturado por los nazis y enviado al Campo de concentración de Dachau donde murió en 1945.
El SNS fue finalmente transformado en el INSEE por la ley de 27 de abril de 1946, como Instituto Nacional de Estadística y Estudios Económicos de la metrópoli y de ultramar de Francia.

## Lista de directores
- Francis-Louis Closon (1946-1961)
- Claude Gruson (1961-1967)
- Jean Ripert (1967-1974)
- Edmond Malinvaud (1974-1987)
- Jean-Claude Milleron (1987-1992)
- Paul Champsaur (1992-2003)
- Jean-Michel Charpin (2003-2007)
- Jean-Philippe Cotis (2007-2012)
- Jean-Luc Tavernier (2012-)